# 大飯高浜インターチェンジ
大飯高浜インターチェンジ（おおいたかはまインターチェンジ）は、福井県大飯郡おおい町福谷にある舞鶴若狭自動車道のインターチェンジである。

## 歴史
- 2003年（平成15年）3月9日：舞鶴東IC - 小浜西IC間開通に伴い[1][2]、供用開始[4]。
- 2024年（令和6年）3月18日：料金所がETC専用になる[5]。

## 周辺
- 長福寺
- 西方寺
- きのこの森
- うみんぴあ大飯（道の駅併設）
  - エルガイアおおい
  - 福井県こども家族館
  - ホテルうみんぴあ

## 接続する道路
- 直接接続
  - 福井県道16号坂本高浜線

## 料金所
- ブース数：4

### 入口
- ブース数：2
  - ETC専用：1
  - ETC・サポート：1

### 出口
- ブース数：2
  - ETC専用：1
  - サポート：1

## 隣
E27 舞鶴若狭自動車道
(8)舞鶴東IC - 舞鶴PA - (9)大飯高浜IC - (10)小浜西IC